# Mộng hồi Lộc Đỉnh ký
Mộng hồi Lộc Đỉnh ký (chữ Hán: 梦回鹿鼎记) là một trong những bộ phim điện ảnh quảng cáo áp dụng nhiều kỹ thuật 3D của Trung Quốc được đạo diễn Lý Quốc Lập sản xuất năm 2011, với sự tham gia diễn xuất của Hồ Ca và Ngô Kỳ Long. Bộ phim dựa trên game Lộc Đỉnh ký chứ không phải dựa vào tiểu thuyết kiếm hiệp cùng tên của nhà văn Kim Dung.

## Các diễn viên chính
- Hồ Ca vai Vi Tiểu Bảo
- Ngô Kỳ Long vai hoàng đế Khang Hy
- Lưu Thi Thi vai Nữ hoàng Sophia Alekseyevna
- Lâm Canh Tân vai Ngao Bái
- Lưu Tâm Du vai Kiến Ninh công chúa

## Nhạc nền
- Ta không làm anh hùng (我不做英雄) trình bày bởi Hồ Ca